# Seznam predsednikov Kenije
Seznam predsednikov Kenije navaja voditelje Kenije od osamosvojitve Kenije leta 1963 do danes.
Po ustavi iz leta 1963 je bila do leta 1964 vodja države kenijska kraljica Elizabeta II., ki je bila tudi kraljica Združenega kraljestva in drugih kraljestev Commonwealtha. Monarha je v Keniji zastopal generalni guverner. Kenija je postala republika znotraj Commonwealtha na podlagi ustavnega amandmaja iz leta 1964. Monarha, generalnega guvernerja in predsednika vlade pa je zamenjal izvršni predsednik.

## Monarhija (1963–1964)
| #  | Portret | Ime           | Začetek mandata   | Konec mandata     | Kraljeva hiša | Predsednik vlade |
| -- | ------- | ------------- | ----------------- | ----------------- | ------------- | ---------------- |
| 1. |         | Elizabeta II. | 12. december 1963 | 12. december 1964 | Windsor       | 1995-1999        |

### Generalni guverner
| #  | Portret | Ime               | Začetek mandata   | Konec mandata     |
| -- | ------- | ----------------- | ----------------- | ----------------- |
| 1. |         | Malcolm MacDonald | 12. december 1963 | 12. december 1964 |

## Predsednik Kenije (1964– )
| #  | Portret | Ime             | Začetek mandata                 | Konec mandata                     |
| -- | ------- | --------------- | ------------------------------- | --------------------------------- |
| 1. |         | Jomo Kenyatta   | 12. december 1964               | 22. avgust 1978                   |
| 2. |         | Daniel arap Moi | 22. avgust 19788. november 1978 | 8. november 197830. december 2002 |
| 3. |         | Mwai Kibaki     | 30. december 2002               | 9. april 2013                     |
| 4. |         | Uhuru Kenyatta  | 9. april 2013                   |                                   |